# Champions de France de natation du mile nage libre

## Messieurs

### Un mile nage libre messieurs
| Championnats | Championnats    | Un mile nage libre messieurs | Un mile nage libre messieurs | Un mile nage libre messieurs | Un mile nage libre messieurs | Un mile nage libre messieurs |
| ------------ | --------------- | ---------------------------- | ---------------------------- | ---------------------------- | ---------------------------- | ---------------------------- |
| 1901         | Courbevoie      | Henri Peslier                |                              |                              | Libellule de Paris           |                              |
| 1902         | Courbevoie      | Jules Clévenot               |                              |                              | Libellule de Paris           | 22 min 51 s 0                |
| 1903         | Courbevoie      | Jules Clévenot               |                              |                              | Libellule de Paris           | 24 min 08 s 0                |
| 1904         | Courbevoie      | André Landry                 |                              |                              | Paribas AC                   | 29 min 43 s 0                |
| 1905         | Vitry-sur-Seine | André Landry                 |                              |                              | Paribas AC                   | 24 min 36 s 2                |
| 1906         | Vitry-sur-Seine | André Landry                 |                              |                              | Paribas AC                   | 26 min 53 s 8                |
| 1907         |                 | Paul Vasseur                 |                              |                              | Libellule de Paris           | 28 min 26 s 6                |
| 1908         |                 | Paul Vasseur                 |                              |                              | Libellule de Paris           | 29 min 36 s 6                |